# Paspalum latipes
Paspalum latipes är en gräsart som beskrevs av Jason Richard Swallen. Paspalum latipes ingår i släktet tvillinghirser, och familjen gräs. Inga underarter finns listade i Catalogue of Life.